# Philodendron werkhoveniae
Philodendron werkhoveniae är en kallaväxtart som beskrevs av Thomas Bernard Croat. Philodendron werkhoveniae ingår i släktet Philodendron och familjen kallaväxter. Inga underarter finns listade.